# تمرین بدنی

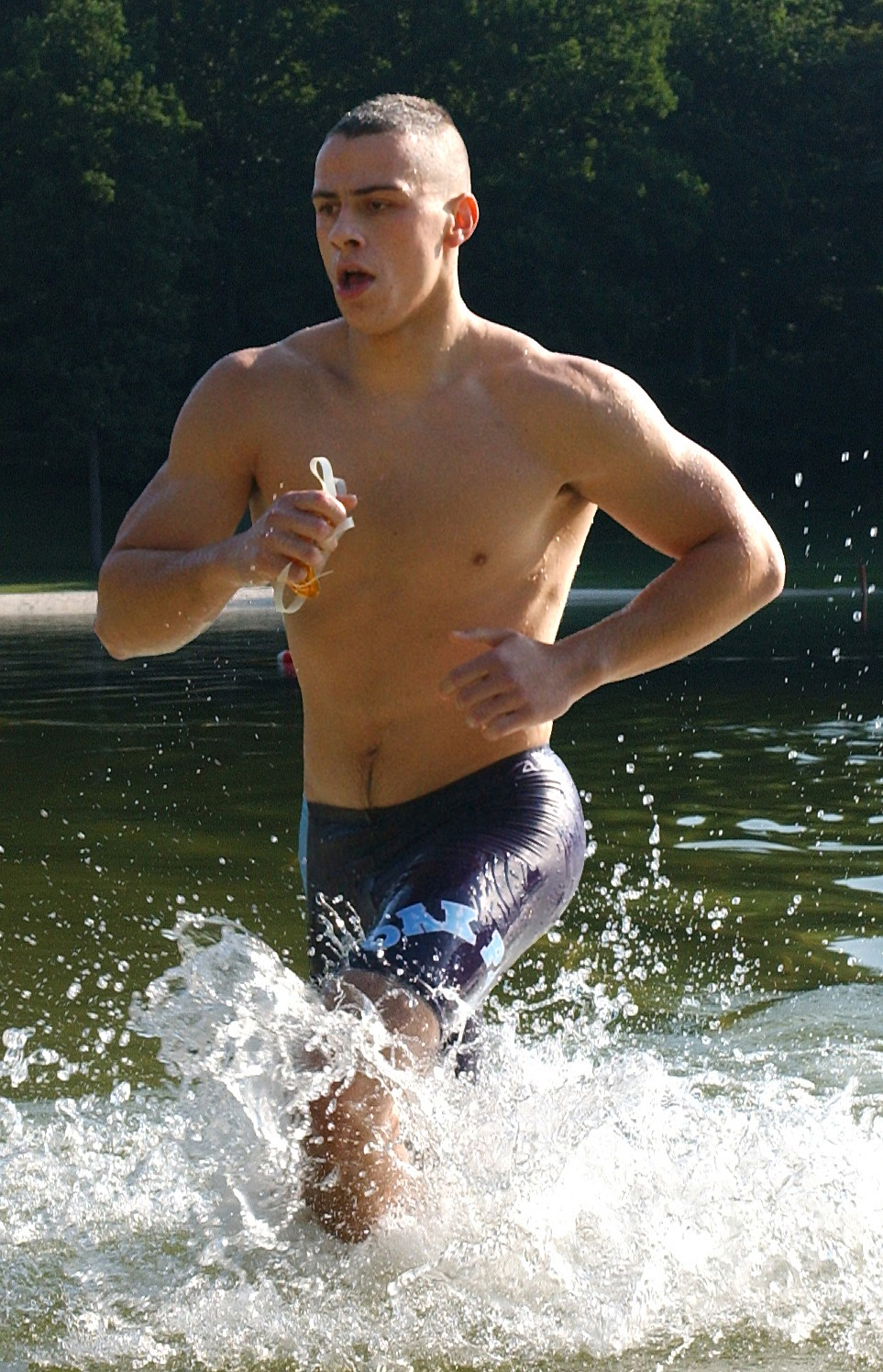
نمونه‌ای از تمرین بدنی

تمرین بدنی یا نرمش (به انگلیسی: physical exercise) هر نوع فعالیت بدنی است که آمادگی جسمانی، تندرستی و سلامت کلی را افزایش داده یا حفظ می‌کند. همچنین اصطلاحاً به آن ورزش نیز گفته می‌شود اما باید توجه داشت که با آن متفاوت است چراکه ورزش الزاماً با هدف خاصی در حین انجام آن صورت می‌گیرد. تمرین بدنی به دلایل مختلف از جمله تقویت عضلات و سیستم قلبی عروقی، کسب مهارت‌های تمرین بدنی، حفظ یا کاهش وزن و همچنین با هدف تفریح انجام می‌شود. تمرین بدنی منظم سیستم ایمنی بدن را تقویت می‌کند و به جلوگیری از بیماری‌های فراوانی مانند بیماری‌های قلبی و عروقی، دیابت نوع ۲ و چاقی مفرط کمک می‌کند. تمرین بدنی همچنین سلامت روانی را بهبود می‌بخشد، به جلوگیری از افسردگی کمک می‌کند و باعث حفظ و بهبود اعتماد به نفس مثبت می‌شود. تمرین بدنی حتی باعث خوش‌اندامی و افزایش جاذبه جنسی فرد می‌شود که خود در بهبودِ بیشتر اعتماد به نفس مؤثر است. چاقی در کودکی، یک نگرانی در حال رشد جهانی است حال آن که تمرین بدنی به کاهش برخی از اثرات چاقی دوران کودکی و بزرگسالی مرتبط است. با توجه به طیف گسترده مزایای ثابت شده تمرین بدنی، پزشکان اغلب آن را داروی «معجزه» یا «اعجاب‌آمیز» می‌نامند. در یک سخنرانی ویدویی آموزشی جدید ایونس به خوبی نشان داده‌است که بهترین کاری که ما می‌توانیم برای سلامتی مان انجام دهیم روزی نیم ساعت تمرین بدنی است.

## دسته‌بندی
نرمش‌ها به‌طور کلی، بسته به تأثیر کلی که بر روی بدن انسان دارند به سه دسته طبقه‌بندی می‌شوند:
- نرمش‌های هوازی به هر گونه فعالیت بدنی گفته می‌شوند که از گروه‌های عضلانی بزرگ استفاده می‌کنند و باعث می‌شوند بدن شما اکسیژن بیشتری نسبت به زمانی که در حالت استراحت است مصرف کند. هدف از ورزش‌های هوازی افزایش استقامت قلبی و عروقی است. نمونه‌هایی از ورزش هوازی شامل دوچرخه سواری، شنا، پیاده‌روی تند، طناب زدن، قایقرانی، پیاده‌روی، بازی تنیس، آموزش مستمر و آموزش آهسته طولانی می‌باشد.
- نرمش‌های بی هوازی نیز همچنین آموزش قدرت یا مقاومت نامیده می‌شود و می‌تواند ماهیچه‌هایتان را سفت، قوی و نیرومند سازد، و همچنین قوت، تعادل و تناسب استخوان را بهبود بخشد. نمونه‌هایی از حرکات قدرتی عبارتند از: حرکت شنا، خیز و جهش، و حرکات مارپیچ دو طرفه با استفاده از دمبل‌ها می‌باشد. ورزش‌های بی‌هوازی نیز شامل آموزش وزن، آموزش کاربردی، آموزش خارج از مرکز، آموزش فاصله، دو سرعت و آموزش فاصله با شدت بالا(HIIT) قدرت عضلانی شما را در کوتاه مدت افزایش می‌دهد.
- نرمش‌های انعطاف‌پذیری عضلات شما را کشیده تر و طول آن را بیشتر می‌سازد. فعالیت‌ها یی از جمله فعالیت‌ها ی کششی به بهبود انعطاف‌پذیری مفاصل و و خمش‌پذیری عضلات کمک می‌کند. هدف بهبود دامنه حرکتی است که می‌تواند احتمال آسیب دیدگی را کاهش دهد.

ورزش همچنین می‌تواند شامل آموزشی شود که بر دقت، چابکی، قدرت، سرعت تمرکز دارد.
گاهی اوقات اصطلاحات' پویا ' و ' ایستا ' برای آن بکار می‌رود. [نیازمند منبع] ورزش‌های ' پویا ' مانند دوثابت، تمایل به تولید یک کاهش دهندهٔ فشار خون دیاستولیک در طی ورزش، با توجه به جریان خون بهبود یافته دارد. برعکس، ورزش ایستا (مانند وزنه‌برداری) می‌تواند باعث افزایش قابل توجهی از فشار سیستولیک (در طول ورزش) گردد.

## تأثیر تمرین بدنی بر سلامتی
تمرین بدنی در حفظ آمادگی جسمانی مؤثر است و به حفظ وزن مناسب، ساختن و حفظ تراکم استخوان سالم، قدرت عضلانی و تحرک مفاصل، ارتقای فیزیولوژیکی تندرستی، کاهش ریسک جراحی و تقویت سیستم ایمنی بدن کمک مثبت می‌کند. تحقیقات رو به توسعه نشان داده‌است که بسیاری از فواید ورزش از طریق نقش عضلات اسکلتی به عنوان یک عضو غده درون‌ریز واسطه می‌شوند. بعبارتی، انقباض عضلات، مواد متعدد ی را تحت عنوان میوکین‌ها آزاد می‌سازد که رشد بافت جدید، ترمیم بافت، و کارکردهای ضد التهابی متعدد را گسترش می‌دهد، که به نوبه خود خطر ابتلا به بیماری‌های مختلف التهابی را کاهش می‌دهد.
تمرین بدنی باعث کاهش سطح کورتیزول می‌شود، که عامل بسیاری از مشکلات سلامتی، اعم از جسمی و روانی است.
انجام منظم تمرین بدنی‌های هوازی به جلوگیری یا درمان بیماری‌های مزمن جدی و تهدیدکننده زندگی کمک می‌کند، مانند فشار خون بالا، چاقی، بیماری‌های قلبی، دیابت نوع ۲، بی خوابی، و افسردگی. قند خون با تمرین بدنی استقامتی قبل از وعده غذایی بیشتر از همان تمرین بدنی بعد از وعده غذایی کاهش می‌یابد. بر اساس گزارش سازمان بهداشت جهانی، عامل ۱۷ درصد از بیماری‌های قلبی و دیابت، ۱۲ درصد از افت در افراد مسن، و ۱۰ درصد از سرطان سینه و سرطان روده بزرگ، عدم فعالیت جسمانی است.
شواهدی وجود دارد که تمرین بدنی شدید که در آن مصرف اکسیژن بدن به ۹۰ تا ۹۵ درصد ماکزیمم می‌رسد، مفیدتر از تمرین بدنی متعادل است که ۴۰ تا ۷۰ درصد ماکزیمم اکسیژن جذب می‌شود. برخی از مطالعات نشان داده‌اند که تمرین بدنی شدید اجرا شده توسط افراد سالم می‌تواند پپتیدهای افیونی طبیعی (همان اندورفین، که همراه با انتقال دهنده‌های عصبی دیگر موجب شادی و سرخوشی ناشی از تمرین بدنی می‌شوند و نشان داده شده که اعتیادآور هستند) و همچنین تستوسترون و هورمون رشد را افزایش دهد، که این تأثیرات با تمرین بدنی متعادل به‌طور کامل به دست نمی‌آیند. تحقیقات اخیر نشان می‌دهد که اناندمید ممکن است نقش بیشتری نسبت به اندروفین در «سرخوشی دویدن» داشته باشد. با این حال، تمرین در این شدت برای زمان‌های طولانی، یا بدون گرم کردن مناسب قبل و سرد کردن بعد از آن، می‌تواند به افزایش خطر آسیب جسمی و سایر عارضه‌های تمرین بیش از حد منجر شود.
تمرین بدنی‌های هوازی و بی‌هوازی هر دو منجر به افزایش بهره‌وری مکانیکی قلب می‌شوند یا با افزایش حجم قلب (تمرین بدنی آئروبیک)، یا ضخامت میوکارد (تمرینات قدرتی). چنین تغییراتی به‌طور کلی مفید و سالم هستند اگر در پاسخ به تمرین بدنی رخ دهند.
همه افراد به یک اندازه از تمرین بدنی بهره نمی‌برند. تنوع فوق‌العاده‌ای در پاسخ فردی به تمرین بدنی وجود دارد، که در آن اکثر افراد افزایش متوسط در استقامت ناشی از تمرین بدنی آئروبیک را می‌بینید، بعضی از افراد تا دو برابر جذب اکسیژن شان را افزایش می‌دهند، در حالی که برخی دیگر هرگز نمی‌توانند استقامت شان را ارتقا دهند. اما هایپرتروفی عضلانی ناشی از تمرینات مقاومتی عمدتاً توسط تستوسترون و رژیم غذایی تعیین می‌شود. این تنوع ژنتیکی در بهبود ناشی از تمرین، یکی از تفاوت‌های فیزیولوژیکی کلیدی بین تمرین بدنیکاران نخبه و جمعیت عادی است. مطالعات نشان داده‌اند که تمرین بدنی در میانسالی منجر به توانایی‌های فیزیکی بهتر در مراحل بعدی زندگی می‌شود.

### تأثیرات جسمی

#### سیستم قلبی عروقی
اثرات مفید تمرین بدنی بر سیستم قلبی عروقی به خوبی مستندسازی شده‌اند. رابطه مستقیمی بین عدم فعالیت فیزیکی و مرگ و میر قلبی عروقی وجود دارد، و عدم فعالیت فیزیکی یک ریسک فاکتور مستقل در پیشرفت بیماری عروق کرونر است. رابطهٔ میزان-پاسخ مستقیمی بین مقدار تمرین بدنی انجام شده از حدود ۷۰۰ تا ۲۰۰۰ کیلو کالری انرژی مصرفی در هفته و تمام علل مرگ و میر و مرگ و میر بیماری‌های قلبی عروقی در جمعیت میانسال و مسن وجود دارد. بیشترین پتانسیل برای کاهش مرگ و میر در غیر فعالانی است که در حد متوسط فعال می‌شوند. بیشترین تأثیرات مفید فعالیت بدنی بر مرگ و میر بیماری‌های قلبی عروقی را می‌توان از طریق فعالیت متعادل (۴۰ تا ۶۰ درصد از جذب اکسیژن حداکثر بسته به سن) به دست آورد. افرادی که رفتار خود را پس از آنفارکتوس میوکارد تغییر دهند تا شامل تمرین بدنی منظم باشد، شانس بیشتری برای زنده ماندن داراند … افرادی که بی تحرک باقی می‌مانند بالاترین شانس خطر برای کلیه علل مرگ و میر و مرگ و میر از بیماری‌های قلبی عروقی را دارند.

#### سیستم ایمنی
اگرچه صدها مطالعه در مورد تمرین بدنی و سیستم ایمنی بدن انجام شده‌است، شواهد اندکی بر رابطهٔ آن با بیماری وجود دارد. شواهد اپیدمیولوژیک نشان می‌دهد که تمرین بدنی با شدت متوسط اثرات مفیدی بر سیستم ایمنی انسان دارد؛ اثری که در یک منحنی J مدل می‌شود. تمرین بدنی متعادل منجر به ۲۹ درصد کاهش بروز عفونت دستگاه تنفسی فوقانی می‌شود، اما یک بررسی روی دوندگان ماراتن نشان داده‌است که تمرین بدنی طولانی و با شدت بالای آن‌ها با افزایش خطر بروز عفونت همراه بوده؛ با این حال، مطالعه دیگری این اثر را پیدا نکرده. عملکرد سلول‌های ایمنی به دنبال جلسات تمرین بدنی طولانی مدت و با شدت زیاد مختل می‌گردد و برخی از مطالعات نشان داده‌اند که تمرین بدنیکاران در معرض خطر بالاتری برای عفونت هستند. سیستم‌های ایمنی تمرین بدنیکاران و افراد عادی به‌طور کلی مشابه است. تمرین بدنیکاران ممکن است مختصراً از نظر تعداد سلول‌های قاتل طبیعی و عملیات کیتولیتیک برتری داشته باشند اما این برتری بعید است که از نظر بالینی چشمگیر باشد. همچنین مشاهده شده که ویتامین C با شیوع کم‌تر عفونت دستگاه تنفسی فوقانی در دوندگان ماراتن همراه است. شخص‌های زیستی التهاب مانند پروتئین سی-واکنشی، که با بیماری‌های مزمن در ارتباط اند، در افراد فعال نسبت به افراد بی تحرک کاهش می‌یابد، و تأثیرات مثبت تمرین بدنی ممکن است به علت اثرات ضد التهابی آن باشد. افول در سیستم ایمنی بدن به دنبال حملات حاد تمرین بدنی ممکن است یکی از مکانیزم‌های این اثر ضد التهابی باشد.

#### عملکرد مغز
یک بررسی در سال ۲۰۰۸ از درمان‌های غنی‌سازی شناختی (استراتژی‌های کاهش سرعت یا معکوس کردن زوال شناختی) به این نتیجه رسید که «فعالیت بدنی، و به ویژه تمرین بدنی‌های هوازی، عملکرد شناختی را در میانسال ان افزایش می‌دهد».
در موش، تمرین بدنی باعث بهبود کارکرد شناختی از طریق بهبود یادگیری فضایی وابسته به هیپوکامپ، و افزایش شکل‌پذیری سیناپسی و نوروگنسیس است. علاوه بر این، نشان داده شده‌است که فعالیت‌های بدنی محافظ سلول‌ها در مقابل تحلیل عصبی و بیماری‌های عصبی عضلانی است. به عنوان مثال، خطر ابتلا به زوال عقل را کاهش می‌دهد. علاوه بر این، شواهد داستان گونه نشان می‌دهد که تمرین بدنی منظم ممکن است آسیب‌های مغزی ناشی از الکل معکوس است.
احتمالات متعددی برای اینکه چرا تمرین بدنی برای مغز مفید است وجود دارد. نمونه‌هایی به شرح زیر هستند:
- افزایش جریان خون و اکسیژن به مغز
- افزایش فاکتورهای رشد است که کمک به ایجاد سلول‌های عصبی جدید و ترویج شکل‌پذیری سیناپسی
- افزایش مواد شیمیایی در مغز که به قوه شناخت کمک می‌کند، مثل دوپامین، گلوتامات، نوراپی نفرین و سروتونین

فعالیت بدنی، همچنین تأثیرات سودمند دیگر مربوط به قوه شناخت دارد چرا که سطح فاکتورهای رشد عصبی را افزایش می‌دهد، که خود از بقا و رشد تعدادی از سلول‌های نورونی حمایت می‌کند.

### تأثیرات روانی
رابطه تمرین بدنی و سلامت عمدتاً در مورد تأثیر آن بر بیماری‌ها از جمله بیماری‌های عروق کرونر قلب، چاقی و دیابت مورد بررسی قرار گرفته شده‌است. با این حال، هزینه بسیار بالای نسبت داده شده به اختلالات روانی موجب شده که در سال‌های اخیر تحقیقات در زمینه نقش تمرین بدنی در درمان بهداشت روان، و در بهبود سلامت روانی جمعیت عمومی افزایش یابد.

#### افسردگی
شماری از عوامل ممکن است باعث افسردگی شود از جمله اضافه وزن، کمبود اعتماد به نفس، استرس، و اضطراب است. اندورفین‌ها به عنوان یک مسکن طبیعی و داروی ضد افسردگی در بدن عمل می‌کنند. اندورفین مدت طولانی است که به عنوان مسئول آنچه که به عنوان «سرخوشی دویدن» شناخته شده در نظر گرفته می‌شود، احساس سرخوشی که فرد از فشارها و اعمال شدید فیزیکی به دست میاورد. با این حال، تحقیقات اخیر نشان می‌دهد که آناندامید احتمالاً نقش بیشتری نسبت به اندروفین در «سرخوشی دویدن» بازی می‌کند. هنگامی که یک فرد تمرین می‌کند، سطح گردش سروتونین و اندروفین هر دو افزایش می‌یابد. این افزایش حتی چند روز بعد از قطع تمرین بدنی حفظ می‌شود، که احتمالاً باعث بهبود در خلق، افزایش اعتماد به نفس، و کنترل وزن می‌شود. تمرین بدنی به تنهایی یکی از روش‌های ممکن برای پیشگیری یا درمان اشکال خفیف افسردگی است. تحقیقات همچنین نشان داده‌است که تمرین بدنی وقتی در حضور افراد دیگر (آشنا یا غریبه) انجام می‌شود، در کاهش استرس مؤثرتر از تمرین بدنی انفرادی است.

#### خواب
یک بررسی در ۲۰۱۰ از تحقیقات منتشر شده علمی نشان داد که تمرین بدنی به‌طور کلی عامل بهبود خواب برای اکثر مردم است، و به اختلالات خواب مثل بی خوابی کمک می‌کند. شیوع شکایات مربوط به خواب و اثر بخشی محدود درمان‌های دارویی تمرین بدنی را یک جایگزین مناسب می‌کند که هم ارزان قیمت است و هم دارای تأثیرات مثبت بر سیستم‌های بهداشتی متعدد به‌طور هم‌زمان می‌باشد. زمان مطلوب برای تمرین بدنی ممکن است ۴ تا ۸ ساعت قبل از خواب باشد، گرچه تمرین بدنی در هر زمان از روز مفید است، احتمالاً به استثنای تمرین بدنی‌های سنگین انجام گرفته شده اندکی قبل از زمان خواب، که ممکن است خواب را برهم زند. در هر صورت، شواهد کافی برای نتیجه‌گیری دقیق در مورد رابطه بین تمرین بدنی و خواب موجود نیست.